# Eleição municipal de Hortolândia em 2012
A eleição municipal de Hortolândia em 2012 aconteceu em 7 de outubro de 2012 para eleger um prefeito, um vice-prefeito e 19 vereadores no município de Hortolândia, no Estado de São Paulo, no Brasil. O prefeito eleito foi Antônio Meira, do PT, com 58,47% dos votos válidos, sendo vitorioso no primeiro turno em disputa com três adversários, Dr. George (PR), Fernando Ladeia (PSOL) e Walter Bernardo (PSD). A vice-prefeita eleita, na chapa de Meira, foi Renata Belufe (PT).
O pleito em Hortolândia foi parte das eleições municipais nas unidades federativas do Brasil. Hortolândia foi um dos 620 municípios vencidos pelo PT, no Brasil, há 5.570 cidades.
A disputa para as 19 vagas na Câmara Municipal de Hortolândia envolveu a participação de 323 candidatos. O candidato mais bem votado foi o Ceará, que obteve 2.847 votos (2,82% dos votos válidos).

## Antecedentes
Antônio Meira já havia assumido outros cargos públicos em Hortolândia antes de ser prefeito. Em 1998, foi diretor do Fundo de Previdência dos Servidores. Em 1999, assumiu o cargo de Diretor da Câmara Municipal. Em 2006 e 2009, foi Secretário de Finanças e de Saúde, respectivamente. Entre 2010 e 2012, voltou a ser Secretário de Finanças. No dia 1º de janeiro de 2013, tomou posse como prefeito de Hortolândia.

## Eleitorado
Na eleição de 2012, 112.284 eleitores hortolandenses foram às urnas votar, o que correspondia a 84,55% da população da cidade.

## Candidatos
Foram quatro candidatos à prefeitura em 2012: Antônio Meira do PT, Dr. George do PR, Fernando Ladeira do PSOL e Walter Bernardes do PSD.
| Candidato(a)    | Vice              | Partido | Coligação                                                                        |
| --------------- | ----------------- | ------- | -------------------------------------------------------------------------------- |
| Antônio Meira   | Renata Belufe     | PT      | "Hortolandia Daqui pra Melhor" (PT/PSC/DEM/PSDC/PHS/PSB/PRP/PPL/PC do B/PT do B) |
| Dr. George      | Maria das Graças  | PR      | "Compromisso pela Vida" (PMDB/PR/PSDB/PRB/PRTB/PTN/PTB/PV/PP/PMN)                |
| Fernando Ladeia | Chicão            | PSOL    | "Alternativa Socialista: Hortolândia para os Trabalhadores" (PSTU / PSOL)        |
| Walter Bernardo | Professora Carmem | PSD     | "PSD"                                                                            |

## Campanha
A campanha de Antônio Meira, em busca da sua eleição, foi voltada para mudanças, desde aspectos básicos da cidade, à implementação de avenidas e pontes para a interligação da mesma, além de ampliar a Educação em Tempo Integral, implantar a Usina de Plasma e câmeras inteligentes para o monitoramento do município.
O lema de sua campanha era "Desenvolvimento, Sustentabilidade, Qualidade de Vida e Inclusão Social."

## Resultados

### Prefeito
No dia 7 de outubro, Antônio Meira foi eleito com 58,47% dos votos válidos.
| Candidato(a)           | Vice                    | 1º Turno 7 de outubro de 2012 | 1º Turno 7 de outubro de 2012 |
| Candidato(a)           | Vice                    | Votação                       | Votação                       |
|                        |                         | Total                         | Porcentagem                   |
| ---------------------- | ----------------------- | ----------------------------- | ----------------------------- |
| Antônio Meira (PT)     | Renata Belufe (PT)      | 55.841                        | 58,47%                        |
| Dr. George (PR)        | Maria das Graças (PR)   | 28.427                        | 29,76%                        |
| Fernando Ladeia (PSOL) | Chicão (PSOL)           | 7.311                         | 7,66%                         |
| Walter Bernardo (PSD)  | Professora Carmem (PSD) | 3.927                         | 4,11%                         |
| Total de votos válidos | Total de votos válidos  | 95.506                        | 85,06%                        |
| Votos em branco        | Votos em branco         | 7.986                         | 7,11%                         |
| Votos nulos            | Votos nulos             | 8.792                         | 7,83%                         |
| Total                  | Total                   | 112.284                       | 100%                          |
| Abstenções             | Abstenções              | 20.519                        | 15,45%                        |
| Votos apurados         | Votos apurados          | 112.284                       | 100%                          |
| Total de eleitores     | Total de eleitores      | 132.803                       | 100%                          |

### Vereador
Foram eleitos 19 vereadores no total.